# Pan-Amerikaans kampioenschap hockey vrouwen 2013
De vierde editie van het Pan-Amerikaans kampioenschap hockey voor vrouwen werd in 2013 gehouden in het Argentijnse Mendoza. Het toernooi met acht deelnemers werd gehouden van 21 tot en met 28 september. Argentinië werd voor de vierde keer Pan-Amerikaans kampioen. Het team plaatste zich hierdoor voor het wereldkampioenschap van 2014. Voor het eerst werd een kwalificatietoernooi gehouden.

## Kwalificatie
De zes teams die op het vorige toernooi in de top zes eindigden, warern direct geplaatst. De overige twee teams plaatsten zich via de nieuw opgerichte Pan American Challenge. Deze werd van 31 juli tot en met 7 augustus 2011 in het Braziliaanse Rio de Janeiro gehouden. Uruguay en Guyana wisten zich te plaatsen als nummer een en twee. Brazilië werd derde, Paraguay vierde en Bermuda vijfde en laatste.

## Eindtoernooi
Alle tijden zijn lokale tijden (UTC−3)

### Eerste ronde

#### Groep A
| Team               | GS | W | G | V | DV | DT | DS  | Ptn |
| ------------------ | -- | - | - | - | -- | -- | --- | --- |
| Argentinië         | 3  | 3 | 0 | 0 | 40 | 0  | +40 | 9   |
| Canada             | 3  | 2 | 0 | 1 | 13 | 6  | +7  | 6   |
| Trinidad en Tobago | 3  | 1 | 0 | 2 | 1  | 17 | −16 | 3   |
| Guyana             | 3  | 0 | 0 | 3 | 0  | 31 | −31 | 0   |

| 21 september 2013 18:30 |         |        |                                                               |
| Canada                  | 8 – 0   | Guyana | Scheidsrechters: Suzi Sutton (USA) Maritza Pérez Castro (URU) |
|                         | verslag |        | Scheidsrechters: Suzi Sutton (USA) Maritza Pérez Castro (URU) |

| 21 september 2013 21:00 |         |                    |                                                              |
| Argentinië              | 12 – 0  | Trinidad en Tobago | Scheidsrechters: Meghan McLennan (CAN) Megan Robertson (CAN) |
|                         | verslag |                    | Scheidsrechters: Meghan McLennan (CAN) Megan Robertson (CAN) |

| 22 september 2013 18:30 |         |        |                                                            |
| Trinidad en Tobago      | 1 – 0   | Guyana | Scheidsrechters: Maricel Sanchéz (ARG) Mary Driscoll (USA) |
|                         | verslag |        | Scheidsrechters: Maricel Sanchéz (ARG) Mary Driscoll (USA) |

| 22 september 2013 21:00 |         |            |                                                           |
| Canada                  | 0 – 6   | Argentinië | Scheidsrechters: Frances Block (ENG) Ayanna McClean (TRI) |
|                         | verslag |            | Scheidsrechters: Frances Block (ENG) Ayanna McClean (TRI) |

| 24 september 2013 18:30 |         |        |                                                               |
| Trinidad en Tobago      | 0 – 5   | Canada | Scheidsrechters: Maritza Pérez Castro (URU) Suzi Sutton (USA) |
|                         | verslag |        | Scheidsrechters: Maritza Pérez Castro (URU) Suzi Sutton (USA) |

| 24 september 2013 21:00 |         |        |                                                         |
| Argentinië              | 22 – 0  | Guyana | Scheidsrechters: Lelia Sacre (CAN) Megan McLennan (CAN) |
|                         | verslag |        | Scheidsrechters: Lelia Sacre (CAN) Megan McLennan (CAN) |

#### Groep B
| Team             | GS | W | G | V | DV | DT | DS  | Ptn |
| ---------------- | -- | - | - | - | -- | -- | --- | --- |
| Verenigde Staten | 3  | 3 | 0 | 0 | 17 | 2  | +15 | 9   |
| Chili            | 3  | 1 | 1 | 1 | 10 | 5  | +5  | 4   |
| Uruguay          | 3  | 1 | 1 | 1 | 5  | 6  | −1  | 4   |
| Mexico           | 3  | 0 | 0 | 3 | 0  | 19 | −19 | 0   |

| 21 september 2013 13:30 |         |        |                                                          |
| Verenigde Staten        | 6 – 0   | Mexico | Scheidsrechters: Maricel Sanchéz (ARG) Lelia Sacre (CAN) |
|                         | verslag |        | Scheidsrechters: Maricel Sanchéz (ARG) Lelia Sacre (CAN) |

| 21 september 2013 16:00 |         |         |                                                          |
| Chili                   | 0 – 0   | Uruguay | Scheidsrechters: Frances Block (ENG) Mary Driscoll (USA) |
|                         | verslag |         | Scheidsrechters: Frances Block (ENG) Mary Driscoll (USA) |

| 22 september 2013 13:30 |         |                  |                                                                   |
| Chili                   | 1 – 5   | Verenigde Staten | Scheidsrechters: Maritza Pérez Castro (URU) Megan Robertson (CAN) |
|                         | verslag |                  | Scheidsrechters: Maritza Pérez Castro (URU) Megan Robertson (CAN) |

| 22 september 2013 16:00 |         |         |                                                          |
| Mexico                  | 0 – 4   | Uruguay | Scheidsrechters: Suzi Sutton (USA) Meghan McLennan (CAN) |
|                         | verslag |         | Scheidsrechters: Suzi Sutton (USA) Meghan McLennan (CAN) |

| 24 september 2013 13:30 |         |       |                                                             |
| Mexico                  | 0 – 9   | Chili | Scheidsrechters: Ayanna McClean (TRI) Megan Robertson (CAN) |
|                         | verslag |       | Scheidsrechters: Ayanna McClean (TRI) Megan Robertson (CAN) |

| 24 september 2013 16:00 |         |         |                                                            |
| Verenigde Staten        | 6 – 1   | Uruguay | Scheidsrechters: Frances Block (ENG) Maricel Sanchéz (ARG) |
|                         | verslag |         | Scheidsrechters: Frances Block (ENG) Maricel Sanchéz (ARG) |

### Kruisingswedstrijden
Om plaatsen 5-8
| 26 september 2013 11:30 |         |        |                                                             |
| Uruguay                 | 6 – 0   | Guyana | Scheidsrechters: Ayanna McClean (TRI) Meghan McLennan (CAN) |
|                         | verslag |        | Scheidsrechters: Ayanna McClean (TRI) Meghan McLennan (CAN) |

| 26 september 2013 14:00 |         |        |                                                        |
| Trinidad en Tobago      | 4 – 4   | Mexico | Scheidsrechters: Mary Driscoll (USA) Lelia Sacre (CAN) |
|                         | verslag |        | Scheidsrechters: Mary Driscoll (USA) Lelia Sacre (CAN) |

Halve finale
| 26 september 2013 18:30 |         |        |                                                                   |
| Verenigde Staten        | 4 – 0   | Canada | Scheidsrechters: Maritza Pérez Castro (URU) Maricel Sanchéz (ARG) |
|                         | verslag |        | Scheidsrechters: Maritza Pérez Castro (URU) Maricel Sanchéz (ARG) |

| 26 september 2013 21:00 |         |       |                                                          |
| Argentinië              | 5 – 0   | Chili | Scheidsrechters: Megan Robertson (CAN) Suzi Sutton (USA) |
|                         | verslag |       | Scheidsrechters: Megan Robertson (CAN) Suzi Sutton (USA) |

### Plaatsingswedstrijden
Om de zevende plaats
| 28 september 2013 11:30 |         |                    |                                                            |
| Guyana                  | 2 – 3   | Trinidad en Tobago | Scheidsrechters: Meghan McLennan (CAN) Mary Driscoll (USA) |
|                         | verslag |                    | Scheidsrechters: Meghan McLennan (CAN) Mary Driscoll (USA) |

Om de vijfde plaats
| 28 september 2013 14:00 |         |        |                                                          |
| Uruguay                 | 1 – 1   | Mexico | Scheidsrechters: Maricel Sánchez (ARG) Leila Sacre (CAN) |
|                         | verslag |        | Scheidsrechters: Maricel Sánchez (ARG) Leila Sacre (CAN) |

Om de derde plaats
| 28 september 2013 18:30 |         |       |                                                               |
| Canada                  | 2 – 1   | Chili | Scheidsrechters: Suzi Sutton (USA) Maritza Pérez Castro (URU) |
|                         | verslag |       | Scheidsrechters: Suzi Sutton (USA) Maritza Pérez Castro (URU) |

Finale
| 28 september 2013 21:00 |         |            |                                                           |
| Verenigde Staten        | 0 – 1   | Argentinië | Scheidsrechters: Frances Block (ENG) Ayanna McClean (TRI) |
|                         | verslag |            | Scheidsrechters: Frances Block (ENG) Ayanna McClean (TRI) |

## Eindrangschikking
| Rang   | Land               |
| ------ | ------------------ |
| Goud   | Argentinië         |
| Zilver | Verenigde Staten   |
| Brons  | Canada             |
| 4      | Chili              |
| 5      | Mexico             |
| 6      | Uruguay            |
| 7      | Trinidad en Tobago |
| 8      | Guyana             |